# Diogma brevifurca
Diogma brevifurca är en tvåvingeart som beskrevs av Alexander 1949. Diogma brevifurca ingår i släktet Diogma och familjen mellanharkrankar. Inga underarter finns listade i Catalogue of Life.